# Gare de Tcherepovets
La gare de Tcherepovets (en russe : Станция Череповец) est une gare ferroviaire russe, située dans la ville de Tcherepovets, dans l'oblast de Vologda, en Russie.